# Sendanggayam
Sendanggayam is een bestuurslaag in het regentschap Blora van de provincie Midden-Java, Indonesië. Sendanggayam telt 1666 inwoners (volkstelling 2010).